# 危海

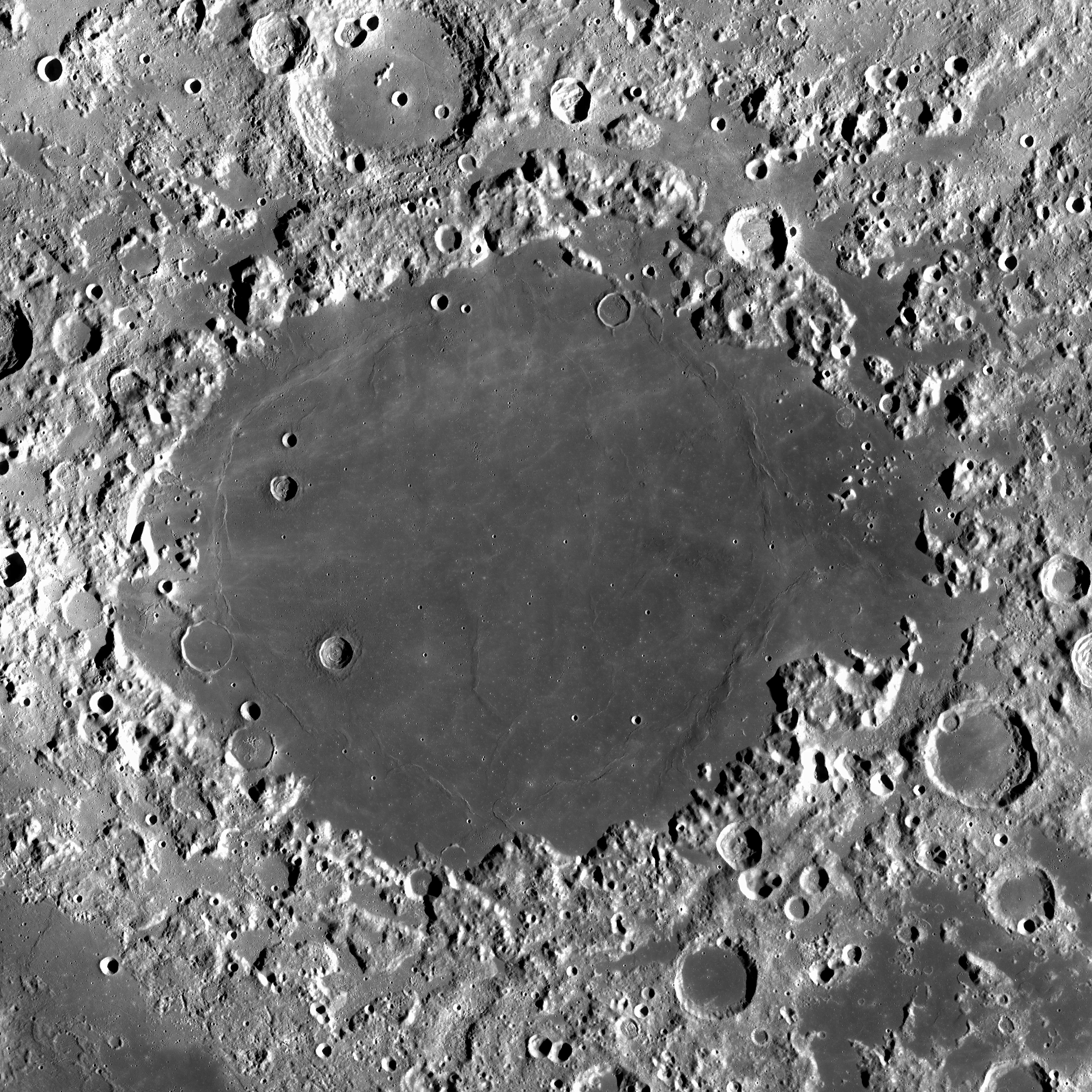
危海

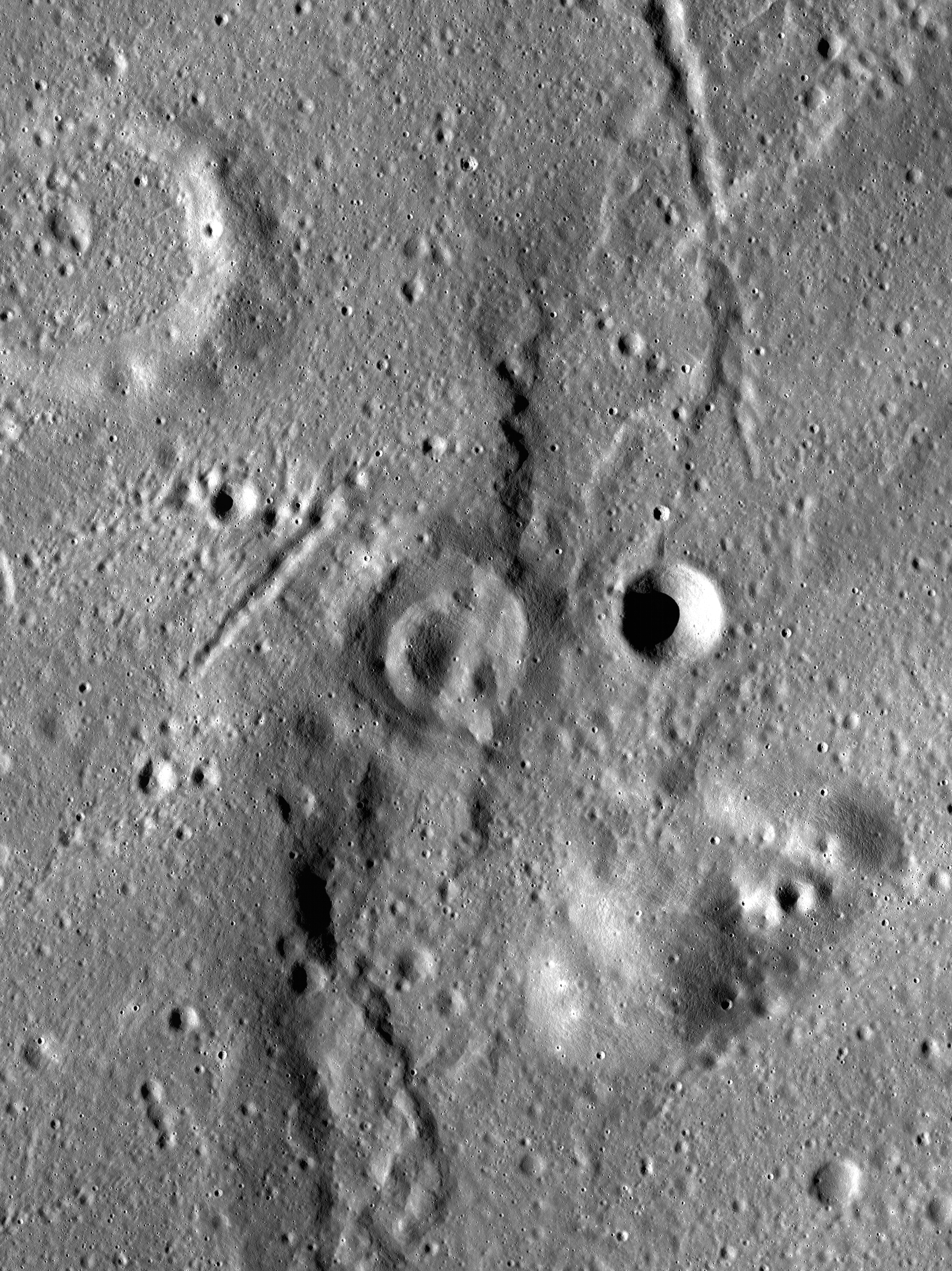
奥佩尔山脊的一部分，位于中间的可能是一座小同心环坑，图像大小13×18公里。

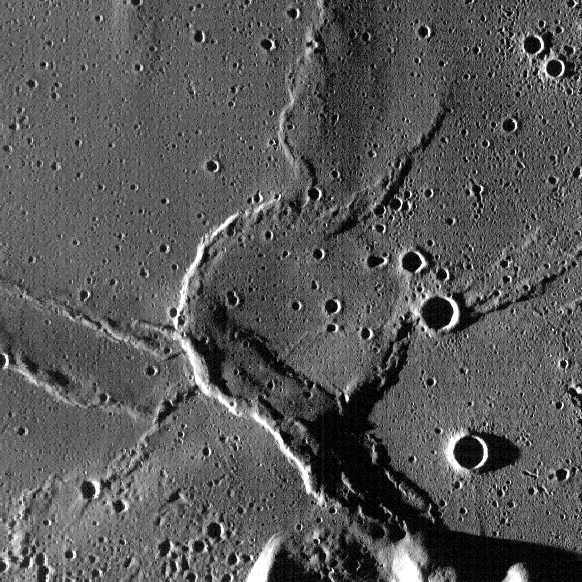
位于危海南部一座直径6公里的无名残迹坑，完全被熔岩淹没，只露出一圈坑壁轮廓，由于太阳照射角极低(3.2°)，该特征显示的非常清楚。

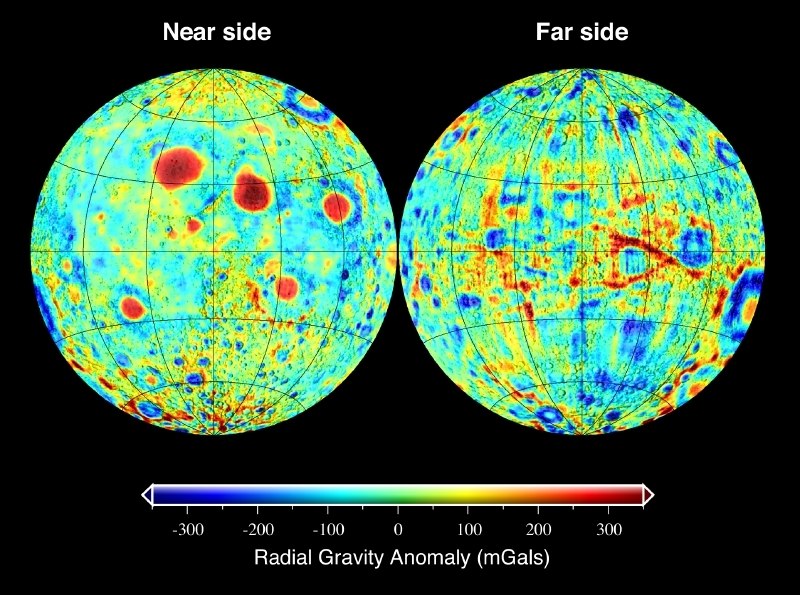
月球引力分布图，红色为引力增强区(质量瘤)；危海质量瘤是左图5个中最右边的一个。

危海(Mare Crisium)是位于月球正面东部危海盆地中的一座月海，位于560×420公里范围内，面积近17.6万平方公里，表面极为平坦。它是月球正面最孤独的月海：四周环被辽阔的高地环抱，仅间杂着一些零碎的小月海区。该月海中分布有质量瘤、皱岭和撞击坑等特征，但没有类似月溪的地堑。

## 命名
与月球上的大部分月海一样，危海也是由乔瓦尼·巴蒂斯塔·里乔利在1651年所命名，1935年被国际天文学联合会正式接受。
在古代，该月海有一些其它的名字，可能曾被称为里海，因为在1600年英国天文学家就托马斯·哈里奥特专门记录过这一名字；法国皮埃尔·伽桑狄（1635年–1637年）和米迦勒·弗洛伦特·范·朗伦（1645年）在他们的月面图中，以及古希腊作家普鲁塔克等都称它为里海。尤恩·阿代尔·惠特克推测，这是因为它在月球上的位置大概类似于欧洲、北非和中东地区地图中里海在地球上的位置。然而，1647年约翰·赫维留却以亚速海古名称命名它为「密俄提斯湖」或「密俄提斯沼」（Palus Mæotis）；此外，大约在1600年，英国天文学家威廉·吉尔伯特在他著名的月面图中，以大不列颠之名将该月表地貌称作「不列颠尼亚」（Brittania）。

## 位置和周边地貌
危海月面坐标为17°00′N 59°06′E / 17.0°N 59.1°E，西面毗邻静海和梦沼、西南和东面分别坐落了丰富海和界海，在危海和界海之间还坐落了一群被非正式地统称为「里苏斯·费利斯湖」或「笑猫湖」（拉丁名：Lacus Risus Felis）的小月海。
沿危海盆地外围还环布着另一些小月海：南面是长存湖、东南有泡沫海和浪海、东北及西北分别为蛇海和仁慈湖。此外，还有许多已被熔岩填塞的大陨石坑：如克莱奥迈季斯环形山(北面)、孔多塞环形山和费尔米库斯环形山(东南)。危海西北一道狭窄的地峡将它与蛇海和一座无名月海连接在一起。
靠近危海西侧边缘还坐落了带有醒目射纹系统的普罗克洛斯陨石坑，其它与该月海毗邻的已命名月坑有：西侧的马克罗比乌斯环形山、蒂斯朗陨石坑、格莱舍陨石坑、弗雷德霍姆陨石坑、克赖尔陨石坑；北面的德尔莫特陨石坑和艾因马尔特陨石坑；东面的阿尔·哈金陨石坑和汉森陨石坑和南面的奥祖陨石坑、范阿尔巴达陨石坑、沙普利陨石坑及特巴特陨石坑。

## 盆地
就像月球上许多其它的月海一样，危海也坐落在一座巨大的撞击盆地内，占据着里面最深的部分，四周环绕着一圈环形山脉。该环形山脉东西向略长，涵盖范围达630×500公里。西侧边缘几乎完整连续，而东侧边缘则断裂零散。除此外，在盆地中也可隐约看到交叠着一些大大小小的残迹环，位于环形山脉内最小的环，直径约有380公里，但最大的可能有1000公里，甚至达到1600公里。
危海盆地是月球上最扁长的大陨坑之一，它的外侧山脉环也非常醒目(但不如酒海和东方海的突出)。向外抛射的喷出物在东南和东北方显现的最清楚，斜向撞击所产生的喷出物在月表构成了形似蝴蝶般的光晕。此外，距盆地中心1100公里的范围内还散布了大量的次生坑，其中一些构成了链坑或合并成绵延的山谷。
根据引力数据显示，危海盆地是月球上已记录到的月壳较薄的区域之一，那里的引力几乎接近于零，这主要是撞击时地壳层被抛离所致。

## 熔岩层
通过不同方法测得的危海熔岩层厚度约为1.9-1.8公里，其中靠近边缘区的地方最薄，在那里，分布有一些被岩浆淹没的残迹坑，但月海中央没有被熔岩包围的“孤岛”，在这些地方凝固的熔岩布满整个表面，在盆地中形成了如今所看到的月海。阿波罗17号的探测雷达显示，月海下方约1.4公里深处有一层密度略为不同的岩石层(可能为表岩屑或火山碎屑岩)。
危海表面比所有相邻的月海都要低：较静海和浪海约低3公里；比泡沫海、仁慈湖及长存湖低2公里；较蛇海和丰富海低1公里。其表面绝对海拨高度位于负的3.2-3.8公里之间。只有它的环形山脊相对落差最小，山脊顶峰高出危海表面3-5公里。
该月海中存在质量瘤(引力增强区)，其月球引力加速度升高了0.095伽，高密度的月海熔岩可能是形成质量瘤的主要因素。
1968年，美国五艘月球轨道飞船的多普勒雷仪在危海中心探测到了月球上最大的质量瘤或高重力区。后来的轨道飞行器如：月球探勘者和圣杯号飞船等都确认并精确地测绘了该质量瘤。

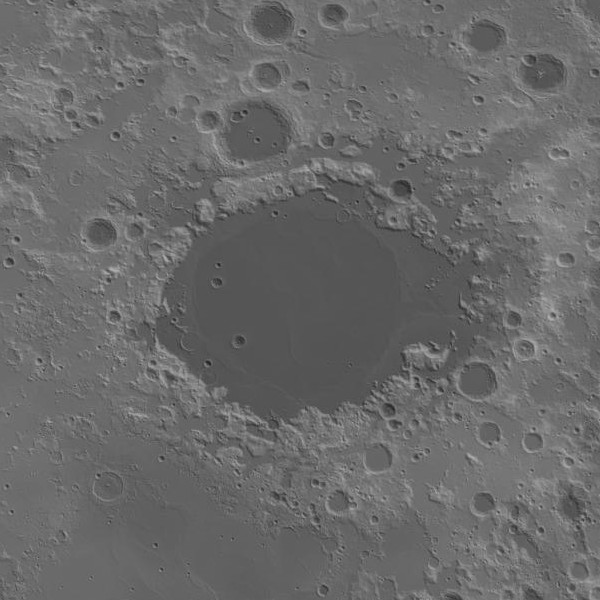
危海地形图
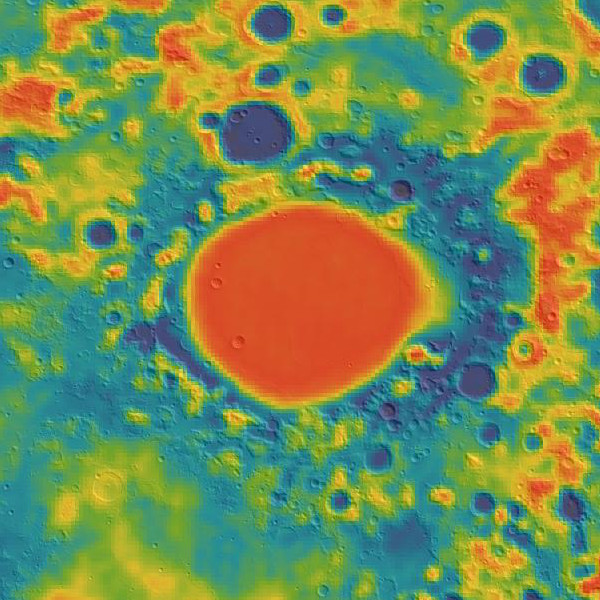
根据圣杯号飞船数据测绘的重力图

## 表面特征

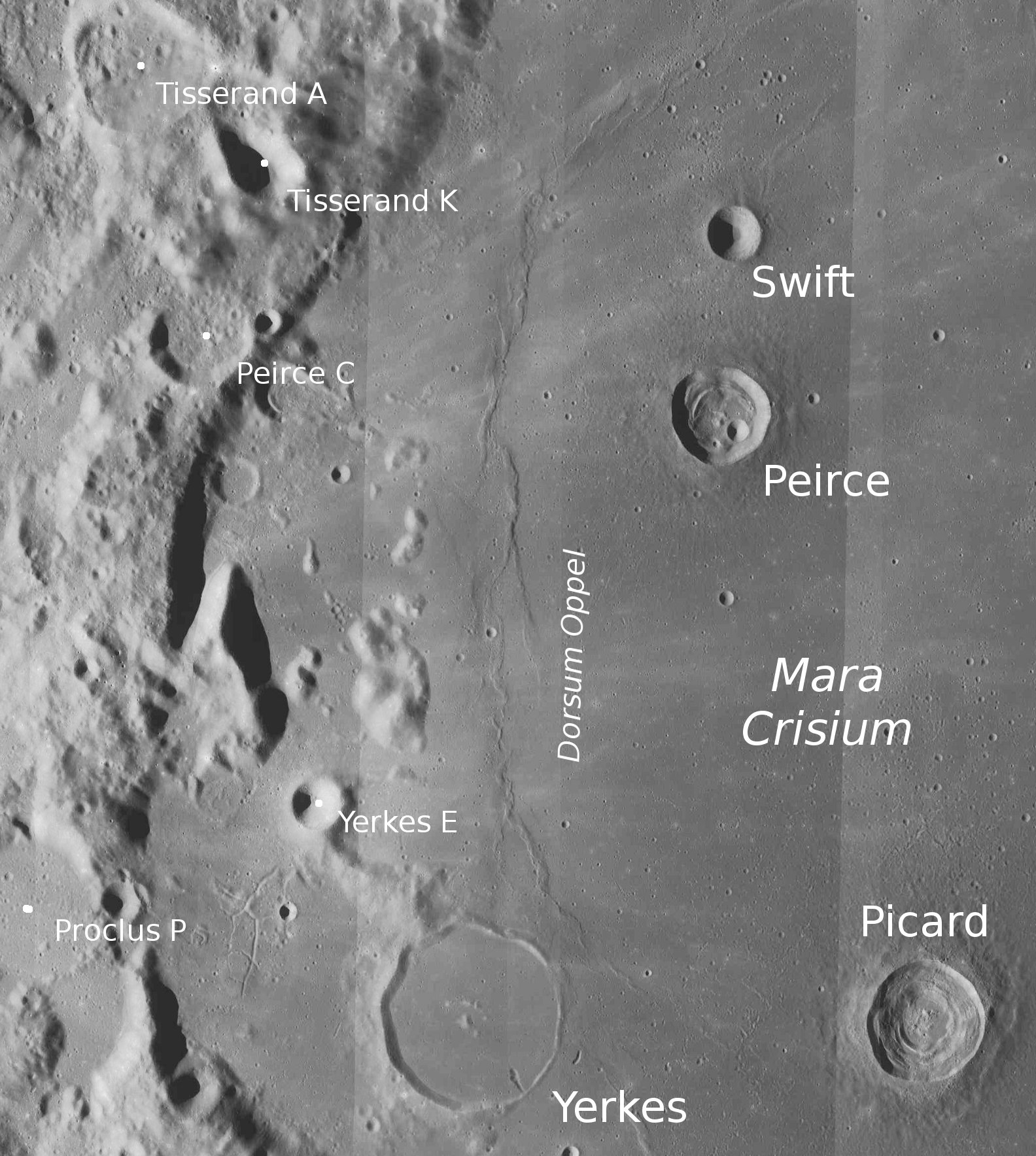
危海西部

危海西部边缘相对平坦，但东部被切割出众多的月湾、月岬、半岛和山丘。最大的月岬位于东南部，并被命名为阿格鲁姆岬，几乎就一座岛屿，因为一道月湾将它与"大陆"分离开，但该月湾只不过是一道不太显眼的亮光，附近也有一座已命名的岛屿-乌索夫山。
西侧山脊中分布有一处小峪口，其中北端被非正式地称做「奥利韦姆岬」（Promontorium Olivium）、南端则叫做「拉维尼娅岬」（Promontorium Lavinium） ，这二处月岬在夕阳斜照下，好像被一座桥梁连接在一起，这一幻像也被称作「奥尼尔桥」（bridge of O'Neill）。
危海中有一圈比它自身还要圆的皱岭环，所含区域有390×360公里，距月海边沿约数十公里远，它们被划分为数段：其中西侧段为奥佩尔山脊、东侧段是捷佳耶夫山脊、哈克山脊位于东南侧、南面则是泰尔米埃山脊。根据所测得的月海精准高程数据还发现了很多（超过170多道）不属于该环形岭的低矮山脊。
危海中的大型撞击坑大多已被熔岩掩埋，只有边缘附近仍保留有一些不太大的陨坑，其中靠近西侧边沿分布有直径35公里、已严重损毁耶基斯陨石坑，东南是相类似的、直径32公里的利克陨石坑；而皮卡德陨石坑（22公里）正好位于耶基斯陨石坑的东边，它的西北则是皮尔斯陨石坑（19公里）和斯威夫特陨石坑（10公里）；月海北侧附近则是23公里的卫星坑"艾因马尔特 C"。月海中一些残存的山脊揭示了曾存在过一些更大（直径超过95公里），但现如今已完全被熔岩覆盖的撞击坑。以下是危海中其它一些月坑：格里夫斯陨石坑（14公里）、卫星坑「克莱奥迈季斯 F」（12公里）和「华伦海特陨石坑」(7公里)、柯蒂斯陨石坑（3公里）、埃克特陨石坑（2公里）、列夫陨石坑（0.06）公里及数座卫星坑，它们都形成于熔岩出现之后。在奥佩尔山脊北面还有一座3公里同心环坑，沿月海东南边缘外侧也坐落有数座类似的陨石坑。
一些来自附近普罗克洛斯陨石坑的射纹束穿过了月海西部表面，而在其它地区也覆盖有数处来自不同陨坑的黯淡射纹束。

## 地质史
危海盆地形成于酒海纪，粗略估计其地质龄约有38-39亿年(依据月球20号所采集喷发物岩样的放射性定年法推算)，较相邻的静海、丰富海、酒海都年轻，而比雨海盆地，可能还有洪堡海古老，但目前尚不清楚是否比澄海更古老。从盆地长形的外观判断，其嶙峋断裂的东侧边缘以及喷出物分布样式，反映出它形成于来自西面的斜向撞击-角度可能不到15°。根据另一种说法，该盆地扁长的外观，主要是因东侧地表上形成了一座大陨坑，或东部地表后来发生塌陷所致。
根据前苏联月球24号采样的玄武岩放射同位素测年，其月海地质龄约为25-35亿年前。而由陨坑密度测得月海表面不同区域的年龄，介于27-36亿年之间(西侧边缘附近的区域最古老)。因此，构成现如今危海表面的玄武岩熔岩可能形成于晚雨海世和爱拉托逊纪。被该年代熔岩所覆盖的周边一些小月海或月湖也被认为属于晚雨海世，但比危海要稍晚一些。
在盆地形成之后，在漫长的时间中，不断涌出的熔浆最终漫溢至耶基斯陨石坑和利克陨石坑附近，熔浆凝固后，又经历了持续的陨石轰击，形成了皮卡德陨石坑、皮尔斯陨石坑以及众多更小的陨石坑。此外，凝固的熔岩在自身整个重量的牵扯下，沿盆地边缘形成了一系列的山脊(皱岭)。

## 观察与探索
由于它靠近月盘边沿，有时在月球摄动期间，通过肉眼就可很容易地观察到它。
- 1969年7月21日，前苏联无人探测器月球15号”坠落在危海中央附近，月面坐标17°N 60°E / 17°N 60°E；
- 1972年2月21日，前苏联无人探测器月球20号在危海(南部180公里处)，月面坐标3°47′11″N 56°37′27″E / 3.7863°N 56.6242°E实现软着陆并成功取回55克月壤；
- 1974年11月，月球23号在危海东南(月面坐标12°26′N 62°07′E / 12.43°N 62.12°E)降落时因发生侧翻而失败；
- 1976年8月18日，距月球23号2.3公里处-月面坐标12°42′52″N 62°12′46″E / 12.7145°N 62.2129°E，靠近直径约60米的列夫陨石坑西北坑壁，月球24号成功着陆，并带回地球170克月表下方2米深处的月壤。

## 图集

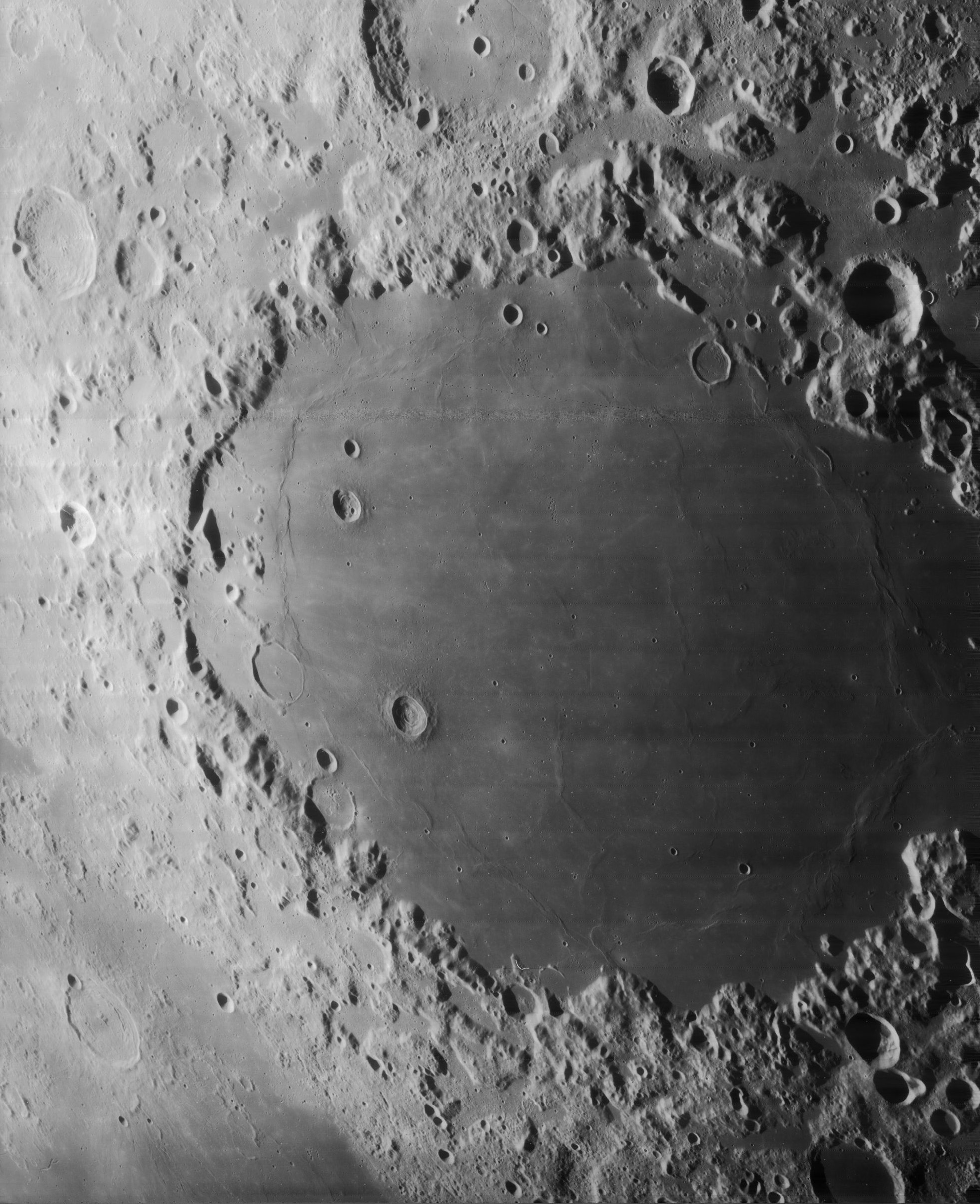
月球轨道器4号拍摄图像
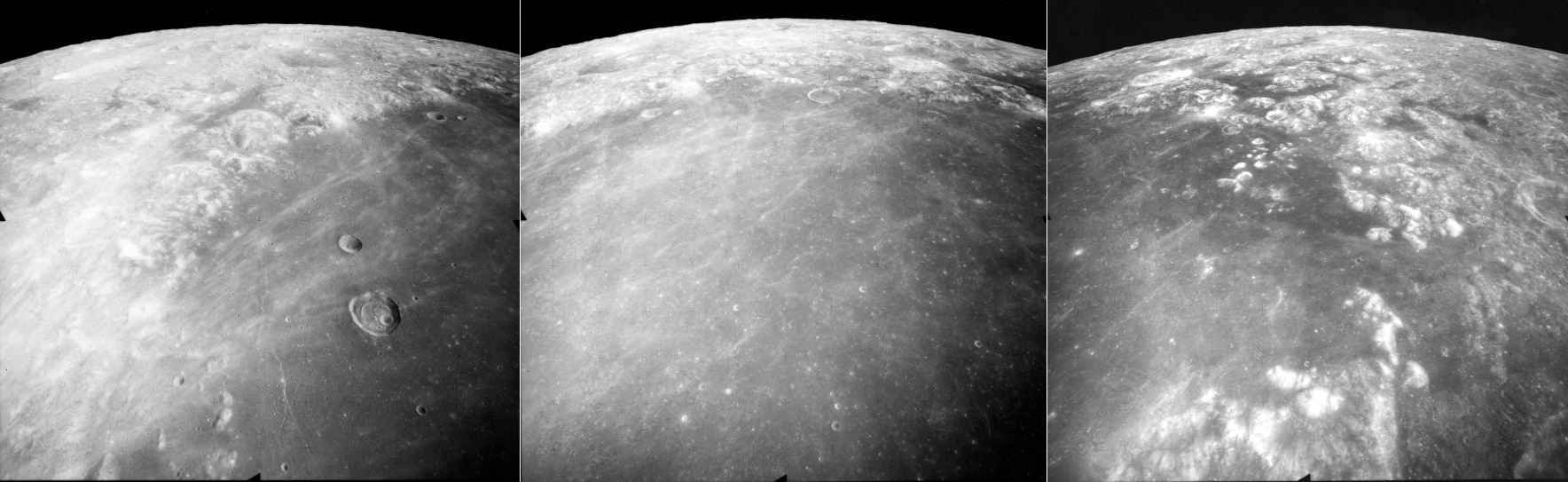
这是三幅月球危海北部视图，由阿波罗17号任务的测绘相机于1972年拍摄。东北朝向，高度118公里。右图显示的是危海东侧，阿格鲁姆岬的北端处于最显著的位置；蛇海靠近地平线中央。右边和中间照片中的艾因马尔特陨石坑看似一块明亮的白斑(在二图顶部)。中图显示危海明显缺少大型陨石坑，表明其玄武岩地层较为年轻，在上部靠近月海边缘中间可看到一个环状的卫星坑"艾因马尔特 C"。左图显示了危海的西侧及其中的皮尔斯陨石坑(大)和斯威夫特陨石坑(小)，靠近中央地平线是大陨坑克莱奥迈季斯环形山。普罗克洛斯陨石坑(再往西，未显示)的射纹束突出在月海中。这些照片的拍摄时间彼此间隔数几分钟。当美国指令舱盘旋在球轨道时，太阳高度从右边60度降至左边46度。
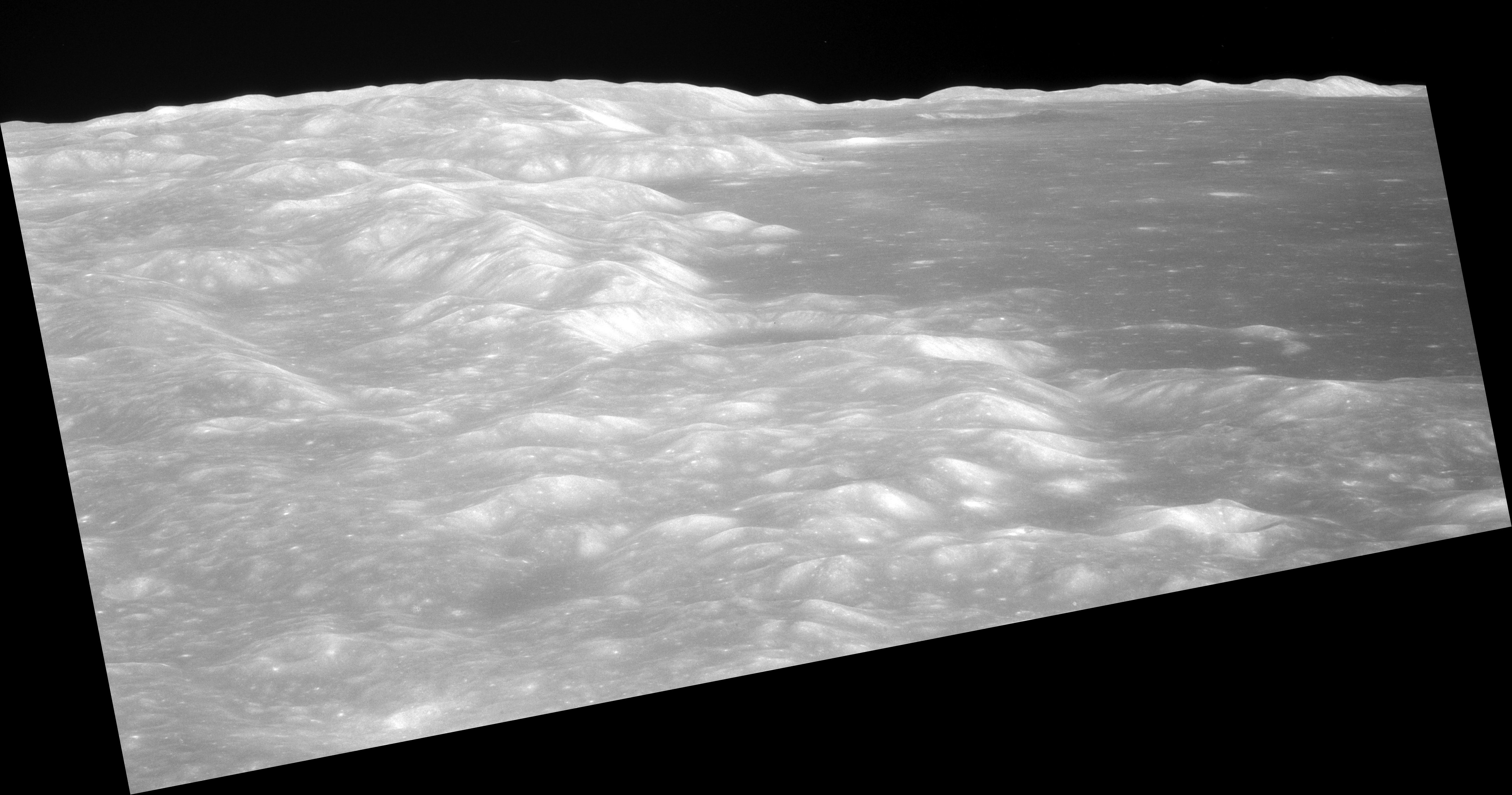
阿波罗11号拍摄的危海南部低空图，面朝西北，显示了靠近月海边缘中间的沙普利陨石坑和地平线附近的格里夫斯陨石坑的远端坑壁。

## 流行文化
- 在罗伯特·海莱因的小说《月亮是残酷的夜之女王》，危海是一个名为月神城月球殖民地点。
- 亚瑟·查理斯·克拉克的短篇小说"《哨兵》"，被斯坦利·库布里克被改编成电影《2001太空漫游》，故事发生地就在危海。
- 电子游戏"质量效应"(2007), the assignment UNC: Rogue VI, 操作区是建立在危海南部区

## 参引资料
1. 1 2 3  Wilhelms D. . United States Geological Survey Professional Paper 1348. Chapter 11. Upper Imbrian Series. 1987: 241–242  [2017-08-23]. （原始内容存档于2014-04-08）.
2. 1 2 3  Byrne, P. K.; Klimczak, C.; Solomon, S. C.  (PDF). American Geophysical Union, Fall Meeting 2013, abstract #P23E-1832. 2013  [2017-08-23]. Bibcode:2013AGUFM.P23E1832B. （原始内容 (PDF)存档于2015-06-24）.
3. ↑  Richard Handy. . lpod.org. 2007-02-23  [2015-06-28]. （原始内容存档于2015-07-01）.
4. ↑  Wilhelms D. . United States Geological Survey Professional Paper 1348. Plate 5A. Structural features. 1987  [2017-08-23]. （原始内容存档于2014-04-08）.
5. 1 2 3 4  Wichman R. W., Schultz P. H. . Geological Society of America Special Paper 293. Geological Society of America. 1994: 61–72. ISBN 9780813722931.
6. ↑  Riccioli, G. B., , 1651  [2025-01-15]
7. ↑  . Gazetteer of Planetary Nomenclature. International Astronomical Union (IAU) Working Group for Planetary System Nomenclature (WGPSN). 2010-10-18  [2015-06-28]. （原始内容存档于2012-04-04）.
8. 1 2  Whitaker E. A. . Cambridge University Press. 2003: 6–7, 17, 33, 45. Bibcode:2003mnm..book.....W. ISBN 9780521544146.
9. ↑  Langren, 1645, Michael van, , 1645  [2025-01-15]
10. ↑  Ewen A. Whitaker, Mapping and Naming the Moon (Cambridge University Press, 1999), p.7.
11. ↑  Hevelius J. . Gedani: Hünefeld. 1647: 226–227, 233  [2017-08-23]. doi:10.3931/e-rara-238. （原始内容存档于2018-06-30）. (Palus Mæotis — у of names on с. 233[永久])
12. ↑  Whitaker E. A. . Cambridge University Press. 2003: 205. Bibcode:2003mnm..book.....W. ISBN 9780521544146.
13. ↑  Whitaker E. A. . Cambridge University Press. 2003: 10–15. Bibcode:2003mnm..book.....W. ISBN 9780521544146.
14. ↑  Chuck Wood. . lpod.org. 2004-10-09  [2015-06-28]. （原始内容存档于2015-06-28）.
15. ↑  Wilhelms D. . United States Geological Survey Professional Paper 1348. Plate 4A. Maria. 1987  [2017-08-23]. （原始内容存档于2014-04-08）.
16. ↑  Head, J. W.; Adams, J. B.; McCord, T. B.; Pieters, C.; Zisk, S. . Regional stratigraphy and geologic history of Mare Crisium. New York: Pergamon Press. 1978: 43–74. Bibcode:1978mcvl.conf...43H.
17. 1 2 3 4  Ambrose, W. A.  (PDF). 41st Lunar and Planetary Science Conference, held March 1-5, 2010 in The Woodlands, Texas. LPI Contribution No. 1533, p.1061. 2010  [2017-08-23]. Bibcode:2010LPI....41.1061A. （原始内容存档 (PDF)于2021-01-15）.
18. 1 2  Chu A., Paech W., Weigand M. . 2a - Mare Crisium. Cambridge University Press. 2012: 34–37. ISBN 9781107019737. doi:10.1017/CBO9781139095709.006.
19. 1 2  Wood C. A. . lpod.org. 2004-08-14  [2015-06-28]. （原始内容存档于2014-08-07）.
20. 1 2 3  Wilhelms D. . United States Geological Survey Professional Paper 1348. 1987: 170–171  [2017-08-23]. （原始内容存档于2014-04-08）.
21. ↑  Wieczorek, M. A.; Neumann, G. A.; Nimmo, F.;  et al.  (PDF). Science. 2013, 339 (6120): 671–675  [2017-08-23]. Bibcode:2013Sci...339..671W. PMID 23223394. doi:10.1126/science.1231530. （原始内容 (PDF)存档于2015-03-30）.
22. ↑  Chuck Wood. . lpod.org. 2006-03-30  [2015-06-28]. （原始内容存档于2015-07-01）.
23. ↑  Spudis, P. D.; Sliz, M. U.  (PDF). 47th Lunar and Planetary Science Conference, held March 21-25, 2016 at The Woodlands, Texas. LPI Contribution No. 1903, p.1463. 2016  [2017-08-23]. Bibcode:2016LPI....47.1463S. （原始内容存档 (PDF)于2020-08-08）.
24. ↑  Peeples, W. J.; Sill, W. R.; May, T. W.; Ward, S. H.; Phillips, R. J.; Jordan, R. L.; Abbott, E. A.; Killpack, T. J. . Journal of Geophysical Research. 1978, 83 (B7): 3459–3468. Bibcode:1978JGR....83.3459P. doi:10.1029/JB083iB07p03459.
25. 1 2  Watters T. R., Johnson C. L. . Lunar Tectonics. Cambridge University Press. 2010: 134–136, 167. ISBN 978-0-521-76573-2.
26. 1 2  According to the laser altimeter on the satellite Lunar Reconnaissance Orbiter, Received through the program JMARS （页面存档备份，存于）.
27. ↑  Muller, P. M.; Sjogren, W. L. . Science. 1968-08-16, 161 (3842): 680-684  [2025-01-15]. ISSN 0036-8075. doi:10.1126/science.161.3842.680. （原始内容存档于2022-02-12） （英语）.
28. ↑  . The-Moon Wiki. 2010  [2015-06-28]. （原始内容存档于2013-02-09）.
29. 1 2  Lacroux J., Legrand C. . Cambridge University Press. 2003: 40. ISBN 9780521535557.
30. ↑  . The-Moon Wiki. 2014  [2015-06-28]. （原始内容存档于2015-06-27）.
31. ↑  . The-Moon Wiki.   [2015-12-20]. （原始内容存档于2015-11-04）.
32. 1 2  Fassett, C. I.; Head, J. W.; Kadish, S. J.; Mazarico, E.; Neumann, G. A.; Smith, D. E.; Zuber, M. T. . Journal of Geophysical Research. 2012, 117 (E12)  [2017-08-23]. Bibcode:2012JGRE..117.0H06F. doi:10.1029/2011JE003951. （原始内容存档于2017-08-23）.</ref>Fitz-Gerald, B.  (PDF). The Moon. Occasional papers of the Lunar Section of the British Astronomical Association. December 2012, 2: 1–13  [2017-08-23]. （原始内容 (PDF)存档于2015-05-28）.</ref>
[7]
[3]
[16]
[11]
[37]
[26]
[29]
[24]
[40]
[36]
[23]
[35]
[31]
[30]
[28]
[39]
[25]
[8]
[13]
[12]
[5]
[21]
[20]
[1]
[15]
[4]
[38]
[19]
[14]
[22] <ref name='Wood_2010_lpod'>Chuck Wood. . lpod.org. 2010-03-13  [2015-06-28]. （原始内容存档于2015-06-24）.
33. 1 2  Stöffler D., Ryder G., Ivanov B. A., Artemieva N. A., Cintala M. J., Grieve R. A. F. . Reviews in Mineralogy and Geochemistry. 2006, 60: 519–596. doi:10.2138/rmg.2006.60.05.
34. ↑  Spudis P. D. . 5. A modified basin: Crisium. Cambridge University Press. 2005: 89–108. ISBN 9780521619233. doi:10.1017/CBO9780511564581.006.
35. ↑  Hiesinger, H.; van der Bogert, C. H.; Reiss, D.; Robinson, M. S.  (PDF). EPSC-DPS Joint Meeting 2011, held 2-7 October 2011 in Nantes, France. 2011  [2017年8月23日]. Bibcode:2011epsc.conf.1095H. （原始内容 (PDF)存档于2015年6月24日）.
36. ↑  Wilhelms D. . United States Geological Survey Professional Paper 1348. Plate 9A. Upper Imbrian Series. 1987  [2017-08-23]. （原始内容存档于2014-04-08）.
37. ↑  Vandenbohede A.  (PDF). 2005: 7  [2017-08-23]. （原始内容 (PDF)存档于2014-05-08）.
38. ↑  Schaaf F. . John Wiley & Sons. 2007: 186. ISBN 9780470128312.